# Real Racing Club de Santander
Il Real Racing Club de Santander, abbreviato in Racing Santander, è una società calcio spagnola con sede nella città di Santander. Milita nella Segunda División, la seconda serie del campionato spagnolo di calcio.
Fondato nel 1913, vanta 44 partecipazioni alla Primera División. È l'unica squadra di calcio cantabrica ad aver disputato la massima serie del campionato spagnolo. I migliori risultati sportivi raggiunti dal club sono un secondo posto in Primera División e due semifinali di Coppa del Re.
Gioca le partite casalinghe allo stadio El Sardinero.

## Storia
Il Racing de Santander disputò il suo primo incontro il 23 febbraio 1913, perdendo 1–2 contro gli Strong. Fu ufficialmente fondato il 14 giugno, con la denominazione di Santander Racing Club, disputando il suo primo torneo nell'estate dello stesso anno (Luis Redonet Trophy) ed affiliandosi alla Federazione Settentrionale il 14 novembre, fondendosi in seguito con il Santander Foot-ball Club.
Nel 1923 il club ricevette il titolo onorifico di Real e nel 1929 debuttò nella Liga, il campionato di massima serie, rimanendoci per nove stagioni consecutive e compiendo l'impresa di sfiorare il titolo nella stagione 1930-31, concludendo il campionato al primo posto a pari punti con l'Athletic Club, ma con una peggiore differenza reti. In seguito alla retrocessione, per i trent'anni successivi, il club partecipò a diversi campionati di seconda e prima divisione, partecipando anche a 4 campionati di Terza Divisione). Nella stagione 1949-50, i Cantabrici ritornarono in massima serie dopo 10 anni di assenza, segnando 99 gol in soli 30 incontri.
Nel periodo della Spagna del dittatore Franco, il club fu ridenominato Real Santander nel 1941, a causa della proibizione dei termini stranieri. Riprese la denominazione originaria nel 1973 in occasione del ritorno del club in Prima Divisione solo un anno dopo che la squadra aveva rischiato la retrocessione in Terza, sotto la guida del giovane allenatore José María Maguregui.
Il Racing Santander fu immediatamente retrocesso dopo appena una stagione, militando per le successive stagioni, tra promozioni e retrocessioni, tra la Prima e la Seconda divisione. Nel 1981 fu il primo club spagnolo ad indossare il nome di uno sponsor sulla propria maglia. Dopo una nuova retrocessione nel 1986 il Racing dovette attendere cinque anni prima di tornare ai massimi livelli del campionato nazionale; vincendo il campionato di Segunda División B (il nuovo terzo livello, creato nel 1977) nel 1991, il Racing ritornò in Seconda Divisione, e nella stagione successiva il club riuscì a ritornare in massima serie, ottenendo nella stagione 1994-95 una storica vittoria in casa contro il Barcellona per 5–0.
Negli anni 2000, il Racing militò solo per una stagione in seconda divisione (2001-02), consolidando la propria presenza stabile nella massima serie per un quindicennio. Nella stagione 1999-2000 Salva Ballesta fu il primo giocatore del club ad aggiudicarsi il titolo di Pichichi della Liga con 27 marcature. Nel 2003 la squadra disputò la sua prima partita in una competizione ufficiale europea, in occasione dell'esordio in Coppa Intertoto. Nella stagione 2007-08, sotto la conduzione di Marcelino García Toral, si piazzò sesto, qualificandosi per la prima volta alla Coppa UEFA; la campagna europea non fu però positiva per i cantabrici, eliminati al primo gruppo di qualificazione (da segnalare una vittoria casalinga per 3-1 contro li inglesi del Manchester City. Negli stessi anni, il club raggiunse anche per due volte le semifinali di Copa del Rey in questo decennio, venendo eliminati rispettivamente dal Getafe e Atlético Madrid nel 2008 e nel 2010 (in entrambe le occasioni la squadra che eliminò il Racing fu poi sconfitta in finale).
Il 22 gennaio 2011, l'Ahsan Ali Syed, fondatore e presidente della Western Gulf Advisory, con seri problemi giudiziari a carico, acquistò il Racing de Santander, esonerando immediatamente l'allenatore Miguel Ángel Portugal. Al termine della stagione 2011-12, nonostante numerosi cambi di allenatori (ben tre), la squadra non riuscì a salvarsi, ritornando in cadetteria dopo un intero decennio in massima serie. La stagione seguente il club retrocede addirittura in Segunda División B, tornando nella terza divisione del calcio spagnolo dopo un'assenza di ben 22 anni.
Nel 2013 l'acquisto della società viene dichiarato nullo dalla magistratura spagnola. I giocatori ed i dipendenti non percepiscono per mesi lo stipendio. I tifosi effettuano varie manifestazioni di protesta; i giocatori, all'inizio di una partita di Copa del Rey (1-1 contro l'Almería), decidono di rimanere fermi in mezzo al campo (con i giocatori avversari solidali). Il 30 gennaio 2014, nella partita di Copa del Rey contro la Real Sociedad, i giocatori si fermano a centrocampo per protestare contro il mancato pagamento degli stipendi ed il match viene sospeso dopo 57 secondi. Come sanzione per tale gesto, la società è stata condannata a pagare 3.000 euro di multa ed il club non ha potuto partecipare alla Copa del Rey del 2015.
Dopo una nuova retrocessione patita nel 2015, nel 2019 il club ha ottenuto dopo quattro anni il diritto a partecipare alla Segunda División, dopo la vittoria nei play-off promozione della Segunda División B contro l'Atlético Baleares grazie alla regola dei gol fuori casa. La retrocessione in Segunda División B fu tuttavia immediata, a causa dell'ultimo posto in classifica. Una nuova promozione nella categoria cadetta è arrivata due stagioni dopo, nel 2022.

## Colori e simboli

### Colori
La divisa ufficiale del Racing Santander è composta di una maglia solitamente bianco-verde (diverse variazioni sono state utilizzate nel corso degli anni), abbinata a calzoncini neri. per il centenario del club nel 2013, è stata adottata una variante rossa con maniche bianche.

### Simboli ufficiali

#### Stemma
Lo stemma del club si compone di un cerchio con bordo bianco includente una bandiera verde ed un pallone. È sormontato dalla corona reale, attribuita dal re Alfonso XIII nel 1923.

## Società

### Settore giovanile
Il club possiede una società affiliata, il Racing Santander B (noto fino al 1993 con la denominazione di Rayo Cantabria), militante in Tercera División 2019-2020.

## Palmarès

### Competizioni nazionali
- Segunda División: 2

1949-1950 (gruppo I), 1959-1960 (gruppo I)
- Segunda División B: 4

1990-1991, 2013-2014, 2015-2016, 2018-2019 (gruppo 2)
- Primera División RFEF: 1

2021-2022 (gruppo 1)
- Tercera División: 4

1943-1944, 1947-1948, 1969-1970, 1990-1991

## Statistiche e record

### Partecipazione ai campionati e ai tornei internazionali
Dalla stagione 1928-1929 alla 2022-2023 il club ha ottenuto le seguenti partecipazioni ai campionati nazionali:
| Livello | Categoria                                                     | Partecipazioni | Debutto   | Ultima stagione | Totale |
| ------- | ------------------------------------------------------------- | -------------- | --------- | --------------- | ------ |
| 1º      | Primera División                                              | 44             | 1929      | 2011-2012       | 44     |
| 2º      | Segunda División                                              | 37             | 1940-1941 | 2023-2024       | 37     |
| 3º      | Segunda División B / Tercera División / Primera División RFEF | 12             | 1943-1944 | 2021-2022       | 12     |

### Tornei internazionali
Alla stagione 2024-25 il club ha ottenuto le seguenti partecipazioni ai tornei internazionali
| Categoria                     | Partecipazioni | Debutto   | Ultima stagione |
| ----------------------------- | -------------- | --------- | --------------- |
| Coppa UEFA/UEFA Europa League | 1              | 2008-2009 | 2008-2009       |
| Coppa Intertoto               | 1              | 2003      | 2003            |

## Tifoseria

### Gemellaggi e rivalità
La rivalità storicamente più radicata, per ragioni insieme storiche e di supremazia regionale, è quella fra il Racing e il Gimnástica de Torrelavega; lo scontro fra le due squadre (mai avvenuto in Primera División) viene anche denominato Derbi Cantabro.
Un'ulteriore rivalità particolarmente sentita dalla tifoseria, causata dalla vicinanza geografica fra le due città e dai frequenti scontri sul campo in Primera División, è inoltre quella nei confronti dell'Athletic Bilbao.

## Organico

### Rosa 2024-2025
Aggiornata al 28 novembre 2024.
| N. |                           | Ruolo | Calciatore        |
| -- | ------------------------- | ----- | ----------------- |
| 1  | Spagna (bandiera)         | P     | Miquel Parera     |
| 2  | Spagna (bandiera)         | D     | Álvaro Mantilla   |
| 3  | Spagna (bandiera)         | D     | Saúl García       |
| 4  | Spagna (bandiera)         | D     | Pol Moreno        |
| 5  | Spagna (bandiera)         | D     | Javi Castro       |
| 6  | Spagna (bandiera)         | D     | Íñigo Sainz-Maza  |
| 7  | Costa d'Avorio (bandiera) | C     | Lago Júnior       |
| 8  | Spagna (bandiera)         | C     | Aritz Aldasoro    |
| 9  | Spagna (bandiera)         | A     | Juan Carlos Arana |
| 10 | Spagna (bandiera)         | C     | Iñigo Vicente     |
| 11 | Spagna (bandiera)         | A     | Andrés Martín     |
| 12 | Senegal (bandiera)        | C     | Maguette Gueye    |

| N. |                    | Ruolo | Calciatore       |
| -- | ------------------ | ----- | ---------------- |
| 13 | Spagna (bandiera)  | P     | Jokin Ezkieta    |
| 14 | Spagna (bandiera)  | A     | Ekain Zenitagoia |
| 15 | Spagna (bandiera)  | C     | Marco Sangalli   |
| 17 | Francia (bandiera) | D     | Clément Michelin |
| 18 | Spagna (bandiera)  | D     | Manu Hernando    |
| 19 | Spagna (bandiera)  | A     | Jon Karrikaburu  |
| 20 | Gambia (bandiera)  | C     | Suleiman Camara  |
| 21 | Spagna (bandiera)  | C     | Unai Vencedor    |
| 22 | Spagna (bandiera)  | A     | Pablo Rodríguez  |
| 24 | Spagna (bandiera)  | D     | Javi Montero     |
| 29 | Spagna (bandiera)  | A     | Jeremy Arévalo   |
| 40 | Spagna (bandiera)  | D     | Mario García     |